# Nabila Rmili
Nabila Rmili (Casablanca, 5 de junio de 1974) es una médica marroquí y política del partido Reagrupación Nacional de los Independientes (RNI). En septiembre de 2021 fue elegida alcaldesa de Casablanca.

## Biografía

### Infancia y educación
Nabila Rmili se matriculó en la Universidad de Casablanca, donde se graduó en la facultad de medicina.Después de graduarse, trabajó como médica en Ouzzane entre 2002 y 2005. Dirigió el departamento de salud para jóvenes en Anfa entre 2006 y 2010. Como médica, fue delegada de salud del Ministerio de Salud de Ben M'sik entre 2010 y 2014 y asumió el mismo cargo para Anfa entre 2014 y 2017. Desde 2017 se desempeña como directora general de salud de la región Casablanca Settat.

### Carrera política
Nabila Rmili  es miembro del buró político del RNI y vicepresidenta del Consejo Municipal de Casablanca. Tras el éxito de su partido en las elecciones generales marroquíes de 2021,  el consejo municipal la eligió alcaldesa de Casablanca. 
El 7 de octubre de 2021 se anunció que sería nombrada Ministra de Salud en el gobierno encabezado por Aziz Ajanuch. El 14 de octubre se anunció que el rey Mohammed VI volvería a nombrar a su predecesor Khalid Aït Taleb como Ministro de Salud a petición de Rmili de "centrarse plenamente en sus funciones" como alcaldesa de Casablanca.

### Alcaldesa de Casablanca
Nabila Rmili fue elegida alcaldesa de Casablanca por el Consejo Municipal en septiembre de 2021.  Ella rechazó convertirse en Ministra de Salud y prefirió servir al pueblo de Casablanca.

#### Transporte público
Apoyó las subvenciones al transporte público para el año fiscal 2023 a los servicios de tranvía y autobús para evitar un aumento de las tarifas de transporte. En octubre de 2022, Rmili también prohibió la circulación de carros tirados por burros o caballos por Casablanca, que, según ella, contaminaban la ciudad. 

#### Fútbol
Nabila Rmili se vio obligada a reducir las subvenciones municipales a clubes de fútbol de Casablanca como Raja o Wydad para el año fiscal 2023, ya que el Gobernador (Vali) de Casablanca Settat Said Ahmidouche alegó una crisis económica.  Tras los enfrentamientos previos al partido de fútbol entre Raja y Al Ahly de Egipto, decidió volver a la venta de entradas online para permitir a los aficionados de los dos clubes de fútbol rivales, Raja y Wydad, comprar sus entradas de forma independiente y no en el mismo lugar. una decisión elogiada por la comunidad futbolística. El mes siguiente, también anunció la construcción de un nuevo estadio, más grande que el actual Stade Mohhamed V. Refiriéndose a esto último, mencionó que el estadio causa cierta angustia a la población adyacente por su ubicación dentro del barrio de Maarif.

## Vida personal
Está casada con Taoufik Kamil, también un político del RNI y diputado en el Parlamento marroquí,  con quien tiene dos hijos. 